# Municipio de Independence (Nueva Jersey)
El municipio de Independence (en inglés: Independence Township) es un municipio ubicado en el condado de Warren en el estado estadounidense de Nueva Jersey. En el año 2006 tenía una población de 5,603 habitantes y una densidad poblacional de 109 personas por km².

## Geografía
El municipio de Independence se encuentra ubicado en las coordenadas 40°51′56″N 74°51′32″O / 40.86556, -74.85889.

## Demografía
Según la Oficina del Censo en 2000 los ingresos medios por hogar en el municipio eran de $67,247 y los ingresos medios por familia eran $79,819. Los hombres tenían unos ingresos medios de $59,688 frente a los $37,643 para las mujeres. La renta per cápita para la localidad era de $30,555. Alrededor del 2.8% de la población estaba por debajo del umbral de pobreza.